# Altenpflegegesetz
Das Altenpflegegesetz regelte in Deutschland die Erlaubnis zur Führung der Berufsbezeichnung Altenpfleger bzw. Altenpflegerin und die dazugehörige Ausbildung. Es trat am 1. August 2003 mit der Zielsetzung in Kraft, bundesweit ein einheitliches Ausbildungsniveau zu gewährleisten und die Attraktivität des Berufes zu steigern. Vorher existierte keine bundeseinheitliche Regelung der Ausbildung in der Altenpflege. Es galt bis zum 31. Dezember 2019 und wurde durch das Pflegeberufereformgesetz und das dort als Artikel 1 enthaltene Pflegeberufegesetz ersetzt.
Die Tätigkeit der Altenpflege selbst war im Gesetz nicht geregelt. Die Ausbildung in der Altenpflegehilfe wurde von ihm im Gegensatz zur ursprünglichen Planung, die sich noch dadurch widerspiegelt, dass der Gesetzestitel den Plural enthält, nicht erfasst. Sie fällt in den Kompetenzbereich der Bundesländer, die hierfür Ländergesetze erlassen. Details zur Ausbildung und Prüfung werden durch die Altenpflege-Ausbildungs- und Prüfungsverordnung geregelt.

## Entwicklung der Gesetzgebung zur Altenpflegeausbildung in Deutschland
Die erste Altenpflegeausbildung in Deutschland wurde 1958 in Marl durchgeführt. Sie enthielt damals 600 Stunden theoretischen und 280 Stunden fachpraktischen Unterricht (heute: 2100 und 2500 Stunden). Seit 1969 existierten unterschiedliche Ausbildungsregelungen in den Ländern der Bundesrepublik. Vor dem Hintergrund einer demographischen Entwicklung mit einem Anwachsen der älteren Bevölkerung empfahl 1980 der Deutsche Verein für öffentliche und private Fürsorge, die Inhalte der Altenpflegeausbildung auszuweiten und zu vereinheitlichen. Versuche einer Vereinheitlichung  scheiterten seit Mitte der 1980er Jahre am Widerstand des Bundeslandes Bayern. Das Altenpflegegesetz wurde nach einer erneuten Initiative der Bundesregierung von 1999 im Jahr 2000 verkündet und sollte 2001 in Kraft treten. Als Folge eines Normenkontrollantrages durch die Bayerische Staatsregierung verzögerte sich das Inkrafttreten bis zum 1. August 2003. Zu diesem Zeitpunkt existierten 17 unterschiedliche Länderregelungen, alleine in Hamburg zwei. Das Bundesverfassungsgericht hatte am 24. Oktober 2002 zugunsten der Regelungskompetenz des Bundes für das Berufsbild der Altenpflege entschieden und den Beruf des Altenpflegers im Gegensatz zu dem des Altenpflegehelfers erstmals den Heilberufen zugeordnet. Die Übergangsregelung des § 29 garantierte die Anerkennung der Berufsbezeichnung „Altenpfleger“, auch wenn sie vor dem Inkrafttreten des Altenpflegegesetzes erworben wurde.

## Zukünftige Weiterentwicklung
Im Rahmen eines Gesetzgebungsverfahrens wurde von 2015 bis 2017 über die Zusammenlegung der Ausbildung mit den Krankenpflegeausbildungen im Rahmen einer generalistisch ausgerichteten Pflegeausbildung über die Breite der Berufe hinweg diskutiert. 2017 kam es zur Verabschiedung des Pflegeberufegesetzes in Form eines vorläufigen Kompromisses, obwohl es bis zu diesem Zeitpunkt weder in den betroffenen Berufsfeldern noch in der Politik Einigkeit über die Inhalte eines künftigen Lehrplans und der Ziele der Berufspraktika in den verschiedenen Berufen gab. Selbst die Finanzierung, die künftig wie in der Krankenpflege über Fonds erfolgen soll, war zu dem Zeitpunkt nicht geregelt. Die Abschaffung der Kinderkrankenpflege- und der Altenpflegeausbildungen wurde im Gesetz als zu prüfende Möglichkeit genannt (Evaluation nach 2026).